# Michael Chang
Michael Te-pei Chang (Hoboken, Nueva Jersey, Estados Unidos; 22 de febrero de 1972)  (張德培; Pinyin: Zhāng Dépéi) es un extenista profesional estadounidense que estuvo en el Top 10 de la ATP durante varios años de la década de 1990, siendo su mayor logró haber ganado el Torneo de Roland Garros en 1989.
Nació en Hoboken, Nueva Jersey y sus padres son Joe (張洪笙) y Betty (董良因). Sus padres crecieron en Taiwán y fueron a estudiar a los Estados Unidos, en donde se conocieron. Betty es la hija del embajador de la República de China Michael Tung (董宗山) y nació en Nueva Delhi, India. Joe nació en Chaozhou, Cantón y se mudó a Taiwán a los 7 años. El nombre chino de Michael fue elegido por Joe, y el nombre inglés, por Betty (llamado así por su padre). 
Chang ganó su primer título nacional a los 12 años (el USTA Junior Hardcourt Singles). Ganó al menos un torneo anualmente desde 1988 hasta 2000, excepto en 1999. 
Su mejor puesto en el ranking individual lo alcanzó el 9 de septiembre de 1996 al ser 2.º, y en dobles el 19 de abril de 1993 llegó hasta el puesto 199.º. Descendió en el ranking hasta el puesto 31.º en 2000 y se retiró del tenis profesional en el año 2003.
En 1989 se convirtió en el hombre más joven en ganar un torneo de Grand Slam en individuales, el Torneo de Roland Garros, a la edad de 17 años y 3 meses. También significó que fuera el primer estadounidense en ganar este torneo desde 1955. Su victoria fue el inicio del surgimiento de una nueva generación de tenistas estadounidenses, como Andre Agassi, Pete Sampras y Jim Courier que dominarían el podio mundial de tenis.
Como cristiano evangélico, Chang y su familia fundaron en 1999 la "Chang Family Foundation" con el objetivo de "dar las buenas noticias de Jesús al mundo".
Actualmente es el entrenador del tenista japonés Kei Nishikori y asiste a la Biola University en La Mirada, California.

## Clasificación histórica
| Tournament                 | 1987  | 1988  | 1989  | 1990  | 1991  | 1992  | 1993  | 1994  | 1995  | 1996  | 1997  | 1998  | 1999  | 2000  | 2001  | 2002  | 2003  | SR      |
| -------------------------- | ----- | ----- | ----- | ----- | ----- | ----- | ----- | ----- | ----- | ----- | ----- | ----- | ----- | ----- | ----- | ----- | ----- | ------- |
| Abierto de Australia       | A     | A     | A     | A     | A     | 3R    | 2R    | A     | SF    | F     | SF    | 2R    | 2R    | 1R    | 1R    | 1R    | A     | 0 / 10  |
| Abierto de Francia         | A     | 3R    | G     | CF    | CF    | 3R    | 2R    | 3R    | F     | 3R    | 4R    | 3R    | 1R    | 3R    | 2R    | 1R    | 1R    | 1 / 16  |
| Wimbledon                  | A     | 2R    | 4R    | 4R    | 1R    | 1R    | 3R    | CF    | 2R    | 1R    | 1R    | 2R    | A     | 2R    | 2R    | 2R    | A     | 0 / 14  |
| Abierto de Estados Unidos  | 2R    | 4R    | 4R    | 3R    | 4R    | SF    | CF    | 4R    | CF    | F     | SF    | 2R    | 2R    | 2R    | 1R    | 2R    | 1R    | 0 / 17  |
| SR                         | 0 / 1 | 0 / 3 | 1 / 3 | 0 / 3 | 0 / 3 | 0 / 4 | 0 / 4 | 0 / 3 | 0 / 4 | 0 / 4 | 0 / 4 | 0 / 4 | 0 / 3 | 0 / 4 | 0 / 4 | 0 / 4 | 0 / 2 | 1 / 57  |
| Indian Wells Masters       | A     | 1R    | CF    | A     | CF    | G     | SF    | 3R    | 3R    | G     | G     | A     | 1R    | 2R    | 1R    | 1R    | 1R    | 3 / 14  |
| Miami Masters              | A     | A     | A     | A     | 3R    | G     | 1R    | 3R    | 2R    | CF    | 2R    | A     | 1R    | 2R    | 2R    | 1R    | 2R    | 1 / 12  |
| Monte Carlo Masters        | A     | A     | A     | A     | A     | A     | A     | A     | A     | 1R    | A     | A     | A     | 1R    | 1R    | A     | A     | 0 / 3   |
| Roma Masters               | A     | A     | A     | 1R    | A     | CF    | 1R    | SF    | 2R    | CF    | A     | 1R    | CF    | 2R    | 2R    | A     | A     | 0 / 10  |
| Hamburgo Masters           | A     | A     | A     | 1R    | A     | 2R    | 1R    | A     | A     | A     | A     | 2R    | 1R    | 1R    | 2R    | A     | A     | 0 / 7   |
| Canada Masters             | A     | A     | A     | G     | 1R    | A     | 3R    | 3R    | CF    | A     | SF    | A     | 3R    | 2R    | 1R    | A     | A     | 1 / 9   |
| Cincinnati Masters         | A     | CF    | CF    | CF    | 3R    | SF    | G     | G     | F     | F     | SF    | 2R    | CF    | 1R    | 2R    | 3R    | 1R    | 2 / 16  |
| Madrid Masters (Stockholm) | A     | A     | A     | 3R    | A     | A     | A     | 2R    | A     | A     | A     | A     | A     | A     | A     | A     | A     | 0 / 2   |
| Paris Masters              | A     | A     | CF    | 1R    | SF    | 2R    | 3R    | SF    | CF    | 3R    | 2R    | 1R    | SF    | 3R    | A     | A     | A     | 0 / 12  |
| ATP World Tour Finals      | A     | A     | RR    | A     | A     | RR    | RR    | RR    | F     | RR    | RR    | A     | A     | A     | A     | A     | A     | 0 / 7   |
| Finalista                  | 0     | 0     | 1     | 2     | 1     | 2     | 2     | 3     | 5     | 5     | 0     | 2     | 0     | 1     | 0     | 0     | 0     | 24      |
| Títulos                    | 0     | 1     | 2     | 1     | 1     | 3     | 5     | 6     | 4     | 3     | 5     | 2     | 0     | 1     | 0     | 0     | 0     | 34      |
| Total ganados-perdidos     | 4–4   | 23–13 | 47–17 | 36–21 | 47–20 | 57–23 | 66–21 | 66–21 | 65–19 | 65–19 | 57–21 | 35–17 | 30–22 | 42–26 | 16–21 | 7–16  | 2–10  | 662–312 |
| Ranking al final de año    | 163   | 30    | 5     | 15    | 15    | 6     | 8     | 6     | 5     | 2     | 3     | 29    | 48    | 32    | 94    | 124   | 383   |         |